# Comitini
Comitini é uma comuna italiana da região da Sicília, província de Agrigento, com cerca de 955 habitantes. Estende-se por uma área de 21 km², tendo uma densidade populacional de 45 hab/km². Faz fronteira com Aragona, Favara e Grotte.

## Demografia
| Variação demográfica do município entre 1861 e 2011                               |
|                                                                                   |
| Fonte: Istituto Nazionale di Statistica (ISTAT) - Elaboração gráfica da Wikipedia |